# 賴維銘策騎贏馬神器事件
賴維銘策騎贏馬神器事件是指2019年3月17日，賴維銘在香港沙田馬場策騎贏馬神器後判罰事件，此事件導致賴維銘放棄騎師牌照，不少香港賽馬評家評論此事。

## 背景
贏馬神器是一匹香港競賽馬匹，2019年3月16日以前，出賽22次取下3冠3亞的成績。馬匹由葉楚航訓練。當時香港評分為56分，可角逐第四班賽事。

## 賽事
2019年3月17日，「贏馬神器」當日沙田馬場第三場1600米賽事出賽，為2018-2019年香港馬季第500場賽事。贏馬神器賠率為13倍。

## 香港賽馬會的指控
2019年3月27日，賴維銘被指控違反香港賽馬會賽事規例第99(2)條，事緣他未有於整場賽事中採取一切合理而又可容許的措施，確保給予「贏馬神器」十足爭勝機會，或取得最佳名次。除了受競賽小組指控外，賴維銘早前亦因右腳扭傷而需休養一段時間致未能出賽，期間賴維銘自願停賽接受調查。

## 延遲聆訊
香港賽馬會競賽董事小組接納賴維銘的請求，將研訊押後進行，讓他有機會考慮有關證供，然後就指控作出抗辯。

## 聆訊結果
2019年4月30日，香港賽馬會競賽董事小組完成了有關他策騎「贏馬神器」的方式之研訊，賴維銘不承認小組對他所作出的指控。小組其後考慮了賴維銘提出的證供，判罰他停賽十個賽馬日，並將上述停賽的生效日期追溯至由3月31日開始（即賴維銘被指控後的下一個賽馬日），直至5月2日他才可恢復策騎出賽。
2019年5月27日，香港賽馬會牌照委員會正式撤銷賴維銘2018／2019年度馬季的騎師牌照。賴維銘在港策騎27個馬季，合共贏得298場頭馬，其策騎生涯的最後一場頭馬於2019年3月2日憑策騎何良馬房的「幻影飛鷹」取得。

## 評論
香港賽馬會競賽董事小組指控賴維銘未能控制馬匹，使步速加快，失去應有的爭勝機會，涉嫌違反香港賽馬會賽事規例第99(2)條。研訊消息一出後，香港賽馬會競賽小組遭到馬評家一致的批評和本地傳媒廣泛的報道，更被指涉及種族歧視，針對華人騎師，令公眾質疑競賽小組的執法權力過大，紛紛感概賴維銘的慘況堪比岳飛。

## 影響

### 冠軍人馬獎投票
不少香港馬迷在香港賽馬會冠軍人馬獎最受歡迎騎師選舉中，投下「其他騎師」賴維銘一票。，亦有主流賽馬媒體表態支持賴維銘。不少馬迷對賴維銘被研訊皆感到不公，並支持他本季成為最受歡迎騎師。香港賽馬會第一次公佈投票名單時，賴維銘於最受歡迎騎師得票率為17.9%，較莫雷拉的17.7%還要高。。但在7月13日煞科當日，香港賽馬會未有公佈最受歡迎騎師選舉的整體投票率。